# Escrita kaddare
O Alfabeto Kaddare é um sistema de escrito criado em 1952 pelo Sheik Hussein Sheikh Ahmed Kaddare do clã  Abgaal Hawiy  para transcrever a língua somali, uma das línguas da Somália.
É uma escrita de robustez fonológica, as comissões técnicas que apreciaram a escrita Kaddare concluíram que tem muita precisão para transcrição do Somali.

## Descrição
A Kaddare apresenta letras maiúsculas e minúsculas, com as minúsculas tendo sua forma cursiva. Para alguns caracteres é preciso levantar a caneta quando na forma manuscrita.
Muitas das letras Kaddar se assemelham às da escrita osmanya, outras se parecem com as da escrita brami.
Para indicar vogais longas na escrita as mesmas são duplicadas.